# Sixes & Sevens
Albums de Adam Green
Jacket Full of Danger
Sixes & Seven est le cinquième album solo du chanteur américain Adam Green, sorti en France en mars 2008.
Le CD comporte une vingtaine de chansons écrites, composées et chantées par Adam.

## Liste des morceaux
1. "Festival Song"
2. "Tropical Island"
3. "Cannot Get Sicker"
4. "That Sounds like a Pony"
5. "Morning After Midnight"
6. "Twee Twee Dee"
7. "You Get So Lucky"
8. "Getting Led"
9. "Drowning Head First"
10. "Broadcast Beach"
11. "It's a Fine"
12. "Homelife"
13. "Be My Man"
14. "Grandma Shirley and Papa"
15. "When a Pretty Face"
16. "Exp. 1"
17. "Leaky Flask"
18. "Bed of Prayer"
19. "Sticky Ricki"
20. "Rich Kids"